# Financement des partis politiques européens
Le financement des partis politiques européens traite du financement public, des dons politiques et d’autres formes de financement reçus par les partis politiques opérant au niveau transnational dans l'Union européenne (UE) pour financer leurs activités. Les partis politiques européens sont enregistrés auprès de l'Autorité pour les partis politiques européens et les fondations politiques européennes (APPF). Ils sont financés par des fonds publics européens, à la fois pour soutenir leurs activités et pour limiter l’influence de l’argent privé sur le processus électoral et l’élaboration des politiques publiques.
Chaque année, le Parlement européen alloue une enveloppe au financement des partis politiques européens éligibles au financement public européen ; une enveloppe séparée est dédiée aux fondations politiques européennes. Ce montant est réparti sous la forme d'une somme forfaitaire, allouée de manière égale à tous les partis éligibles, et d'un montant proportionnel basé sur la part de députés européens de chaque parti. Par exemple, en 2023, les partis politiques européens se sont vu allouer un total de 46 millions d’euros. En fonction de leurs demandes de financement public et de leurs montants de « frais remboursables », les partis européens peuvent in fine recevoir moins que leur allocation maximale. Les financements publics européens représentent la grande majorité des revenus des partis européens.
Au niveau européen, la majorité du financement politique privé provient des contributions financières de leurs partis membres. Les dons des personnes morales, et surtout des particuliers, ne jouent qu’un rôle limité. L'APPF surveille les dons et les contributions aux partis politiques européens et publie une liste annuelle des donateurs politiques.

## Histoire

### 2000-2003
En juin 2000, la Cour des comptes européenne estime que le financement des partis politiques européens ne doit plus être effectué au moyen de crédits alloués aux groupes politiques du Parlement européen. À la suite de cette décision, le traité de Nice de 2001 ajoute un nouveau paragraphe à l'article 191 du traité sur le fonctionnement de l'Union européenne (alors « traité instituant la Communauté économique européenne ») pour autoriser explicitement le financement des partis politiques européens à partir du budget de l'Union européenne. Le financement européen des partis politiques n’est donc pas le résultat de scandales de corruption ou de l’influence démesurée de donateurs fortunés, mais vise à soutenir activement le développement d’un système de partis européens.

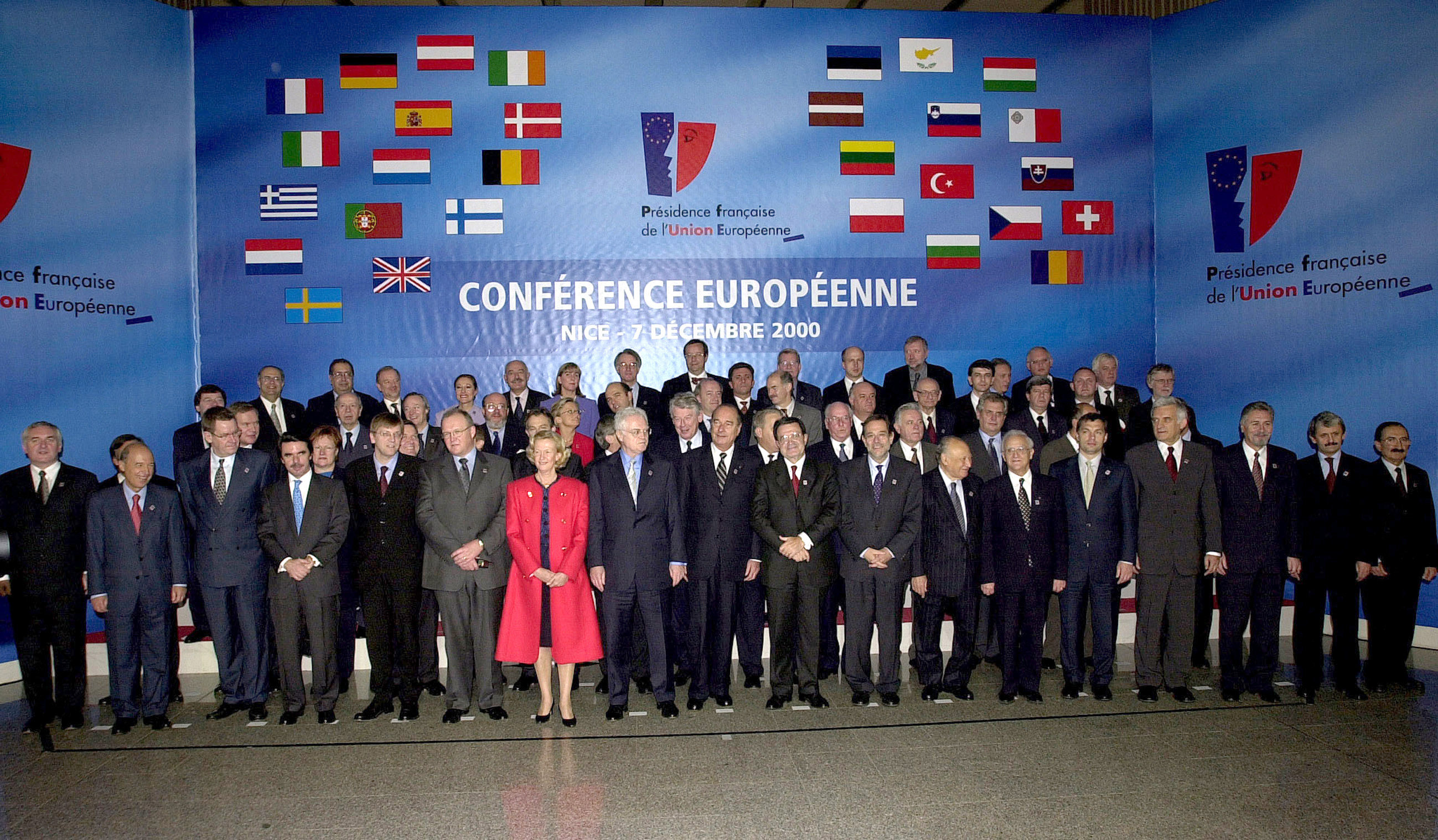
Le traité de Nice a créé une disposition juridique permettant le financement des partis européens à partir du budget de l'Union européenne.

En novembre 2003, le Parlement européen et le Conseil de l'Union européenne adoptent le règlement 2004/2003 « relatif au statut et au financement des partis politiques au niveau européen ». Ce règlement fournit la première définition officielle des partis politiques européens et crée un cadre juridique pour leur financement public.
Ce cadre prévoit que les crédits destinés aux partis européens soient répartis comme suit entre les partis éligibles au financement public :
- 15% sont répartis de manière égale (la somme forfaitaire) ; et
- 85% sont répartis proportionnellement au nombre de députés européens membres de chaque parti (le financement basé sur le nombre de députés).

Contrairement à de nombreux pays, le financement public européen n'est pas conçus comme une simple somme d'argent versée aux partis, mais comme un remboursement de dépenses spécifiques, dites « dépenses remboursables ». En vertu du règlement 2004/2003, le financement public européen ne peut dépasser 75% des dépenses remboursables d'un parti européen (appelé « taux de cofinancement ») ; ceci signifie que les partis européens doivent lever 25% de leur budget à partir de sources privées spécifiques (dites « ressources propres »), telles que des dons ou des cotisations de leurs membres. Si les partis ne parviennent pas à réunir suffisamment de ressources propres, leur subvention publique finale est abaissée afin de respecter le taux de cofinancement.
Le règlement 2004/2003 introduit également des plafonds de dons, des interdictions de dépenses et des obligations de transparence.

### 2004-2007
Le règlement est ensuite précisé par la décision du Bureau du Parlement européen du 29 mars 2004 et modifié par le règlement 1524/2007.
En particulier, le règlement 1524/2007 clarifie le cadre de financement et modifie le taux de cofinancement, permettant au financement public provenant du budget général de l'Union européenne d'atteindre 85% des dépenses remboursables des partis européens. Ces changements ont pour conséquence que les partis européens ne sont plus tenus de fournir que 15% de cofinancement privé. Le règlement 1524/2007 permet également explicitement aux partis européens de financer les campagnes qu’ils mènent pour les élections au Parlement européen.

### 2014

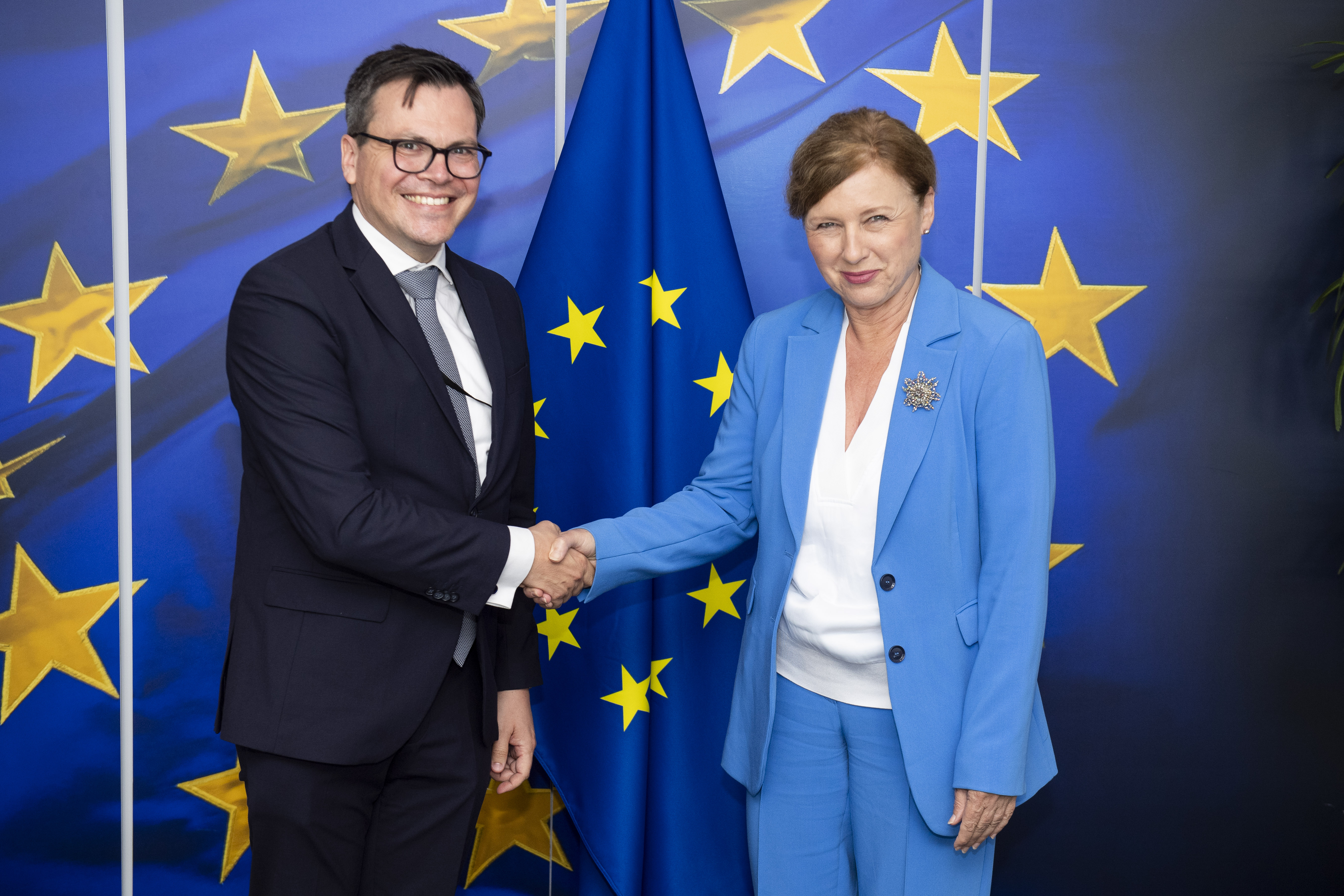
Vĕra Jourová, vice-présidente de la Commission européenne en charge des valeurs et de la transparence, et Pascal Schonard, directeur de l'APPF

En octobre 2014, le Parlement européen et le Conseil adoptent le règlement 1141/2014, qui remplace le règlement 2004/2003 et révise le cadre règlementaire des partis et fondations politiques européens, notamment en leur conférant un statut juridique européen. Il crée également l’Autorité des partis politiques européens et des fondations politiques européennes (APPF), une entité autonome chargée d’enregistrer, de contrôler et d’imposer des sanctions aux partis et fondations européens. Ce règlement entre en vigueur en 2017 et est pleinement appliqué à partir de l'année 2018. Depuis l'entrée en vigueur de ce règlement, les demandes de financement public sont déposées auprès de l'APPF, mais les décisions de financement restent du ressort du Parlement européen.
En matière de financement, le règlement 1141/2014 relève le plafond des dons privés des personnes physiques ou morales de 12 000 à 18 000 euros par an et par donateur ; cette limite s'applique également aux contributions des personnes physiques.

### 2018-2019
En mai 2018, le Parlement européen et le Conseil adoptent le règlement 2018/673, qui modifie le règlement 1141/2014 en détaillant les dispositions relatives à l'enregistrement des partis politiques et des fondations politiques, et à la transparence concernant les programmes politiques et les logos des partis européens.
En ce qui concerne le financement, ce nouveau règlement introduit un certain nombre de changements, notamment les suivants :
- dans l'enveloppe de financements publics disponibles, les parts de la somme forfaitaire et du financement basé sur les députés européens sont portées, respectivement, à 10 et 90% (contre 15 et 85% auparavant) ; et
- le taux de cofinancement des partis européens est ramené à 10% (contre 15% auparavant).

En mars 2019, le Parlement européen et le Conseil adoptent le règlement 2019/493, qui modifie à nouveau le règlement 1141/2014. Les changements portent principalement sur l’utilisation des données personnelles par les partis politiques et les fondations politiques européens. Les modalités de mise en œuvre du règlement sont plus tard mises à jour par la décision du Bureau du Parlement européen du 1er juillet 2019.

### Années 2020
En juin 2021, conformément à l'article 38 du règlement 1141/2014, les députés Charles Goerens (ADLE) et Rainer Wieland (PPE) de la commission des affaires constitutionnelles du Parlement européen (AFCO) présentent un projet de rapport sur la mise en œuvre du règlement. En ce qui concerne le financement, le projet de rapport demande à la Commission et aux colégislateurs de clarifier la définition du financement indirect des partis politiques européens et des fondations européennes aux partis membres nationaux, de supprimer l'interdiction de financer les campagnes référendaires sur les questions européennes, d'autoriser le financement des partis européens par des partis nationaux non européens (ce qui, après le Brexit, signifiait que les partis politiques du Royaume-Uni ne pouvaient plus financer les partis européens), d'élargir les catégories de financement privé, de diminuer le taux de cofinancement des partis européens et de simplifier les procédures comptables.
En novembre 2021, la Commission européenne propose un texte pour un nouveau règlement visant à remplacer le règlement 1141/2021, en utilisant la procédure de refonte. En ce qui concerne le financement, ce texte conserve la suggestion du Parlement d'abaisser le taux de cofinancement des partis européens (en le faisant passer de 10% à 5%, et à 0% en année électorale). Elle comprend également une nouvelle catégorie de « ressources propres », permettant aux partis européens de lever des fonds privés à partir d'activités économiques spécifiques, telles que les frais de séminaires ou les ventes de publications ; le financement de cette nouvelle catégorie serait plafonné à 5% du budget des partis européens. Enfin, elle propose de permettre aux partis européens de recevoir des contributions de partis membres nationaux situés dans des États membres du Conseil de l’Europe mais non membres de l'Union européenne. La commission AFCO du Parlement européen critique la décision de la Commission européenne d'opter pour la méthode de refonte, qui limite de fait les discussions aux dispositions du règlement que la Commission a décidé de modifier et empêche une révision plus large du règlement.
À la suite de la présentation de la proposition de refonte de la Commission, le Parlement européen et le Conseil de l'Union européenne doivent se mettre d'accord sur un texte final pour le règlement proposé. En mars 2022, le Conseil adopte un accord politique (sa position de négociation). La position du Conseil s'oppose notamment aux propositions de la Commission visant à diminuer le taux de cofinancement des partis européens et à autoriser le financement par des partis politiques de certains pays tiers. Le Conseil propose également de plafonner le financement de la nouvelle catégorie de financement privé à 2% du budget des partis européens et d'abaisser de 3 000 à 1 500 euros le seuil à partir duquel les donateurs individuels doivent être identifiés. En juillet 2022, la commission AFCO du Parlement européen adopte sa propre position, qui est approuvée en séance plénière en septembre 2022. Le Parlement propose notamment de plafonner le financement de la nouvelle catégorie de financement privé à 10% du budget des partis européens.
Des trilogues entre le Parlement, le Conseil et la Commission ont lieu en septembre, octobre et novembre 2022, mais n’aboutissent pas à un accord. En mars 2023, le Conseil révise son accord politique pour permettre le financement des partis européens par les partis nationaux des pays de l’AELE, des pays candidats à l’adhésion à l’UE et du Kosovo, des pays utilisant l’euro et des anciens États membres de l’UE. Un autre trilogue a lieu en mars 2023, mais n’abouti pas à un accord.

## Financement public européen
Le financement public des partis européens fait référence au financement provenant du budget général de l'UE, et il est explicitement interdit aux partis européens de recevoir un financement des autorités publiques d'un État membre ou d'un pays tiers, ou d'entités contrôlées par les autorités publiques. Dans le cadre du budget de l’Union européene, les crédits destinés aux partis européens sont prélevés sur le budget du Parlement européen.

### Admissibilité
Pour pouvoir bénéficier d'un financement public, un parti politique européen doit satisfaire aux conditions suivantes :
- il doit être enregistré auprès de l'APPF (définition d'un parti européen)[note 1];
- il doit être représenté au Parlement européen par au moins un député[note 2];
- il doit être audité par un auditeur externe mandaté par le Parlement européen ; et
- il ne doit pas faire l’objet de sanctions imposées par l’APPF.

### Chronologie
Pour une année civile N donnée, la chronologie du financement public des partis européens s'étend de l'année N-1 à l'année N+2. Bien que les dates précises varient chaque année, la chronologie est généralement structurée comme suit :
1. Février-avril N-1 : le Secrétaire général du Parlement européen propose une enveloppe pour le financement public des partis européens pour l'année N ; le Bureau adopte sa proposition et la soumet à la Commission du budget.
2. Mai-juin N-1 : le Parlement européen invite les partis européens à demander un financement public ; la date limite de dépôt des candidatures est fixée vers septembre N-1.
3. Décembre N-1 : sur la base des candidatures des partis, le Bureau du Parlement européen décide des subventions maximales disponibles allouées à chaque parti européen.
4. Janvier-février N : une partie ou la totalité de la subvention maximale des partis européens leur est versée sous forme de paiements anticipés.
5. Juin N+1 : les partis européens envoient des rapports financiers détaillant leurs revenus et leurs dépenses au Parlement européen.
6. Février N+2 : sur la base des rapports des partis, le Parlement européen décide du montant final du financement public des partis européens.
7. Avril-mai N+2 : en fonction du montant final de leur financement public et des prépaiements reçus, les partis européens reçoivent un financement supplémentaire ou remboursent le Parlement européen.

### Structure
Une fois l'enveloppe de financement public adoptée, la détermination des montants pour chaque parti européen est un processus en deux étapes. Dans un premier temps, le Parlement détermine l’allocation maximale à laquelle chaque parti a droit, en fonction de sa candidature et du nombre de députés. Dans une deuxième étape, le montant final du financement public est déterminé, en fonction de l'allocation maximale de chaque parti et de ses dépenses remboursables réelles.

#### Détermination des allocations maximales
Comme indiqué à l’article 19 du règlement 1141/2014, modifié en 2019 :
- 10% de l'enveloppe de financement public sont répartis entre les partis européens éligibles en parts égales (la somme forfaitaire) ; et
- 90% sont répartis proportionnellement à la part de députés européens membres de chaque parti[note 2].

Ces ratios déterminent la contribution maximale selon la clé de répartition.
En outre, conformément à l'article 17, le financement public ne peut excéder 90% des dépenses annuelles remboursables indiquées dans le budget d'un parti politique européen, qui est inclus dans la demande de financement public des partis.
Enfin, le financement public s’apparentant à une subvention accordée par le Parlement européen, les partis européens doivent demander explicitement un montant spécifique.
Le montant maximal alloué à un parti européen est donc le montant le plus faible entre sa contribution selon la clé, 90% de ses dépenses remboursables budgétisées, et sa contribution demandée.
Pour l'année 2023, les partis politiques européens se sont vu allouer 46 millions d'euros. Le calcul de l'allocation maximale était le suivant :
| Parti politique européen | Parti politique européen                                         | Abbr.     | Députés affiliés | Somme forfaitaire | Financement proportionnel aux députés | Contribution selon la clé (A) | Dépenses remboursables | 90% des dépenses remboursables (B) | Subvention demandée (C) | Allocation maximale (min[A,B,C]) |
| ------------------------ | ---------------------------------------------------------------- | --------- | ---------------- | ----------------- | ------------------------------------- | ----------------------------- | ---------------------- | ---------------------------------- | ----------------------- | -------------------------------- |
|                          | Parti populaire européen                                         | PPE       | 173              | €460,000          | €12,057,576                           | €12,517,576                   | €13,774,444            | €12,397,000                        | €12,397,000             | €12,397,000                      |
|                          | Parti socialiste européen                                        | PSE       | 137              | €460,000          | €9,548,485                            | €10,008,485                   | €9,473,500             | €8,526,150                         | €8,526,150              | €8,526,150                       |
|                          | Parti de l'Alliance des libéraux et des démocrates pour l'Europe | ALDE      | 68               | €460,000          | €4,739,394                            | €5,199,394                    | €6,416,700             | €5,775,030                         | €5,290,000              | €5,199,394                       |
|                          | Parti vert européen                                              | PVE       | 58               | €460,000          | €4,042,424                            | €4,502,424                    | €5,285,000             | €4,756,500                         | €4,462,000              | €4,462,000                       |
|                          | Parti des conservateurs et réformistes européens                 | CRE       | 53               | €460,000          | €3,693,939                            | €4,153,939                    | €4,574,444             | €4,117,000                         | €4,117,000              | €4,117,000                       |
|                          | Patriotes.eu                                                     | Patriotes | 51               | €460,000          | €3,554,545                            | €4,014,545                    | €4,444,444             | €4,000,000                         | €4,000,000              | €4,000,000                       |
|                          | Parti de la gauche européenne                                    | PGE       | 29               | €460,000          | €2,021,212                            | €2,481,212                    | €2,085,000             | €1,876,500                         | €1,876,500              | €1,876,500                       |
|                          | Parti démocrate européen                                         | PDE       | 12               | €460,000          | €836,364                              | €1,296,364                    | €1,356,500             | €1,220,850                         | €1,219,000              | €1,219,000                       |
|                          | Alliance libre européenne                                        | ALE       | 9                | €460,000          | €627,273                              | €1,087,273                    | €1,278,000             | €1,150,200                         | €1,150,200              | €1,087,273                       |
|                          | Parti politique chrétien européen                                | PPCE      | 4                | €460,000          | €278,788                              | €738,788                      | €900,000               | €810,000                           | €810,000                | €738,788                         |

L'article 226(4) du règlement financier permet que le financement public des partis européens soit versé en totalité au moyen d'un seul versement de préfinancement, sauf dans des cas dûment justifiés. Le Parlement européen applique des procédures de limitation des risques, fondées sur le respect par les partis européens des procédures de reporting et sur l’existence de demandes de recouvrement pour les années précédentes. Enfin, des conventions de financement sont établies entre le Parlement européen et chaque parti européen éligible à un financement public.

#### Détermination des montants définitifs
Après la fin de l'exercice financier, les partis politiques européens disposent de six mois pour soumettre leurs rapports financiers au Parlement européen, y compris leurs dépenses remboursables réelles. Les dépenses sont ensuite examinées afin de s'assurer de leur compatibilité avec les exigences de remboursabilité. À la suite de cette évaluation, les montants définitifs des financements publics à octroyer sont déterminés. Sur la base des accords de préfinancement et de ces montants définitifs de financement public, le Parlement européen détermine si les partis doivent recevoir un financement supplémentaire ou rembourser une partie de leur préfinancement.
Depuis 2018, et en raison du report par les partis européens des sommes restantes de financements publics à l'année suivante, le calcul du montant final du financement public s'effectue en deux étapes. A l'issue de la clôture d'un exercice N, une première partie, relative aux dépenses de l'année N, est calculée ; une seconde partie, relative aux dépenses effectuées l'année N+1, est calculée à partir des rapports financiers émis en année N+2.
Par exemple, le calcul final des montants du financement public pour l’année 2020, préparé en janvier 2023, était le suivant :
| Parti politique européen | Parti politique européen | Allocation maximum accordée pour 2020 | Montant final pour 2020 - première partie | Montant final pour 2020 - deuxième partie | Montant final pour 2020 - total | Différence à payer/recouvrer |
| ------------------------ | ------------------------ | ------------------------------------- | ----------------------------------------- | ----------------------------------------- | ------------------------------- | ---------------------------- |
|                          | PPE                      | €11,134,961                           | €2,076,663                                | €7,737,916                                | €9,814,579                      | €1,320,382                   |
|                          | PSE                      | €9,067,500                            | €2,118,640                                | €6,217,037                                | €8,335,677                      | €731,823                     |
|                          | ALDE                     | €5,420,315                            | €3,068,395                                | €2,351,920                                | €5,420,315                      | n/a                          |
|                          | PVE                      | €3,932,126                            | €2,392,130                                | €1,539,996                                | €3,932,126                      | n/a                          |
|                          | CRE                      | €3,600,000                            | €131,465                                  | €1,432,428                                | €1,563,893                      | €521,500                     |
|                          | Patriotes                | €3,932,126                            | €604,526                                  | €0                                        | €604,526                        | n/a                          |
|                          | GE                       | €2,160,000                            | €531,215                                  | €1,557,308                                | €2,088,523                      | €71,477                      |
|                          | PDE                      | €855,000                              | €0                                        | €652,921                                  | €652,921                        | €202,079                     |
|                          | ALE                      | €1,134,331                            | €253,104                                  | €812,993                                  | €1,066,097                      | €68,234                      |
|                          | PPCE                     | €598,583                              | €557,375                                  | €41,208                                   | €598,583                        | n/a                          |

À la suite de ce calcul, les partis politiques européens peuvent finalement recevoir la totalité de leur allocation maximale ou moins, mais jamais plus.
- PPE: 9 814 579 % (28,8 %)
- PSE: 8 335 677 % (24,5 %)
- ALDE: 5 420 315 % (15,9 %)
- PVE: 3 932 126 % (11,5 %)
- GE: 2 088 523 % (6,1 %)
- CRE: 1 563 893 % (4,6 %)
- ALE: 1 066 097 % (3,1 %)
- Patriots: 604 526 % (1,8 %)
- PDE: 652 921 % (1,9 %)
- PPCE: 598 583 % (1,8 %)

Par exemple, la comparaison des allocations maximales et des montants finaux du financement public pour l’année 2021 était la suivante :
| Parti politique européen | Parti politique européen | Allocation maximale | Montant final | Part de l'allocation maximale obtenue |
| ------------------------ | ------------------------ | ------------------- | ------------- | ------------------------------------- |
|                          | PPE                      | 12 327 545 €        | 10 720 235 €  | 86,96%                                |
|                          | PSE                      | 8 116 650 €         | 7 204 815 €   | 88,77%                                |
|                          | ALDE                     | 5 302 504 €         | 5 302 504 €   | 100,00%                               |
|                          | PVE                      | 4 347 644 €         | 4 347 644 €   | 100,00%                               |
|                          | CRE                      | 4 143 031 €         | 1 958 597 €   | 47,27%                                |
|                          | Patriotes                | 4 620 461 €         | 1 191 906 €   | 25,80%                                |
|                          | GE                       | 1 836 000 €         | 1 836 000 €   | 100,00%                               |
|                          | PDE                      | 914 400 €           | 914 400 €     | 100,00%                               |
|                          | ALE                      | 1 073 839 €         | 928 957 €     | 86,51%                                |
|                          | PPCE                     | 732 817 €           | 732 817 €     | 100,00%                               |

### Évolution
Le financement public des partis politiques européens n’a cessé d’augmenter depuis 2004, à l’exception de l’année 2020, à la suite du Brexit et de la diminution du nombre de députés qui en a résulté. Entre 2004 et 2024, le montant alloué au financement public des partis européens a été multiplié par près de huit, passant de 6,5 à 50 millions d’euros.
De même, les sommes effectivement perçues par les partis européens ont été multipliées par près de onze entre 2004 et 2020, passant de 3,22 millions d’euros à 34,1 millions d’euros.
Montant (€)Financement public européen des partis politiques européens03 000 0006 000 0009 000 00012 000 00015 000 00018 000 0002004200920142019ADDEADIEAEMNAENAFEALDEFPACVFEAFPPCECREPDEALEPVEGEELAPPEESNEUDLibertasMELDPatriotesPSE
Ci-dessous est une comparaison entre les sommes allouées aux partis politiques européens et les montants effectivement perçus par ces partis.
Montant (€)Financement public européen des partis politiques européens010 000 00020 000 00030 000 00040 000 00050 000 000200020052010201520202025Somme maximum allouée au financement public des partis européensMontant de financement public effectivement reçu par les partis européens

## Financement privé
Outre leur financement public, les partis européens peuvent lever des fonds privés pour financer leurs activités – et sont même tenus de le faire pour bénéficier du financement public européen. Les modalités de financement privé sont prévues dans le règlement 1141/2014.

### Sources de financement privé
Comme tous les partis politiques, les partis politiques européens disposent de nombreux moyens pour lever des fonds privés : cotisations des membres, dons, frais de participation à des événements, ventes de biens, opérations commerciales (comme la location de biens immobiliers), revenus financiers (comme les intérêts sur l'épargne ou les investissements), etc. On parle alors de « ressources propres » des partis ; toutefois, en vertu du règlement 1141/2014, seuls les dons et contributions sont comptabilisés dans le cadre de l'obligation de cofinancement des partis européens.
Au niveau européen, la majorité du financement politique privé provient des contributions financières des partis nationaux membres des partis européens. Les dons des personnes morales et surtout des particuliers ne jouent qu’un rôle limité.
Le graphique ci-dessous montre l'évolution du financement privé des partis politiques européens par type de source.
Montant (€)Sources de financement privé des partis politiques européens2 000 0002 500 0003 000 0003 500 0004 000 0004 500 0005 000 0005 500 0006 000 0002008201220162020Contributions (de membres)Dons (de non-membres)Autres ressources propres

#### Contributions
Les contributions sont des paiements ou des contributions en nature fournis par les membres d’un parti politique européen, que ces contributions soient obligatoires ou non (par exemple, les cotisations d’adhésion). Formellement, le règlement 1141/2014 les définit comme :
tout paiement en espèces, y compris les cotisations des membres, ou toute contribution en nature, ou la fourniture en dessous de la valeur marchande de tous biens, services (y compris les prêts) ou travaux, et/ou toute autre transaction qui constitue un avantage économique pour le parti politique européen ou la fondation politique européenne concernée, lorsqu'il est fourni à ce parti politique européen ou à cette fondation politique européenne par l'un de ses membres, à l'exception des activités politiques habituelles menées sur une base volontaire par des membres individuels ;
Les contributions peuvent provenir de personnes morales (partis membres nationaux) ou de personnes physiques (membres individuels). Dans son arrêt ACRE c. Parlement de novembre 2020, le Tribunal de l'Union européenne précise que les partis politiques situés hors de l'UE ne peuvent être considérés comme des partis politiques au sens du règlement 1141/2014, car ils ne sont pas composés de citoyens de l'Union ; par conséquent, ils ne peuvent pas verser de contributions aux partis politiques européens. De même, l'arrêt a confirmé que le terme « citoyen », tel qu'utilisé dans le règlement 1141/2014, signifie « citoyen de l'Union », empêchant ainsi l'adhésion à un parti (et les contributions) de citoyens non européens.
En pratique, les partis politiques européens étant des « partis de partis », la grande majorité des contributions sont des versements financiers effectués par les partis membres nationaux. Étant donné l'importance du financement public national pour les partis politiques nationaux, cela signifie que la majorité du « financement privé » des partis européens provient en réalité de financements publics, mais au niveau national.
Les limites suivantes s'appliquent aux contributions des membres :
- les contributions anonymes ne sont pas autorisées ;
- la valeur d’une contribution ne peut pas dépasser 40% du budget annuel d’un parti politique européen ; et
- les contributions des citoyens ne peuvent excéder 18 000 € par an et par député (à l’exception des députés du Parlement européen, d’un parlement national ou d’un parlement ou d’une assemblée régionale).

Le graphique ci-dessous montre l'évolution des contributions reçues par les partis politiques européens.
Montant (€)Contributions reçues par les partis politiques européens0300 000600 000900 0001 200 0001 500 0001 800 0002004200920142019ALDEPPCECREPDEALEPVEGEPPEPatriotesPSE

#### Dons
Les dons sont des paiements ou des dons en nature fournis par des non-membres d’un parti politique européen. Formellement, le règlement 1141/2014 les définit comme :
toute offre en espèces, toute offre en nature, la fourniture en dessous de la valeur marchande de tous biens, services (y compris les prêts) ou travaux, et/ou toute autre transaction qui constitue un avantage économique pour le parti politique européen ou la fondation politique européenne concernée, à l'exception des contributions des membres et des activités politiques habituelles menées à titre bénévole par des particuliers ;
Les limites suivantes s'appliquent aux contributions des membres :
- les dons des personnes physiques ou morales ne peuvent excéder 18 000 € par an et par donateur ;
- les dons anonymes ne sont pas autorisés ;
- les dons provenant des budgets des groupes politiques du Parlement européen ne sont pas autorisés ;
- les dons provenant des autorités publiques d’un État membre ou d’un pays tiers, ou d’entités contrôlées par ces autorités, ne sont pas autorisés;
- les dons provenant d’entités privées basées dans un pays tiers ne sont pas autorisés ; et
- les dons provenant de personnes ressortissant d'un pays tiers qui n'ont pas le droit de voter aux élections au Parlement européen ne sont pas autorisés.

Le graphique ci-dessous montre l'évolution des dons reçus par les partis politiques européens.
Montant (€)Financement public européen des partis politiques européens050 000100 000150 000200 000250 000300 000350 00020042008201220162020ALDEPPCECREPDEALEPVEGEPPEPatriotesPSE
Les dons proviennent d’un large éventail d’acteurs, notamment d’entreprises privées, d’organisations politiques, de groupes de réflexion et de centres de recherche, de partis politiques, d’hommes politiques et de particuliers. En moyenne, les dons des particuliers représentent environ 33% du total des dons, et les petits dons ("minor donations") 23%, une part qui a diminué ces dernières années.
Montant (€)Types de donateurs des partis politiques européens0100 000200 000300 000400 000500 000600 00020042008201220162020Entreprise privéeParticulierOrganisation d'intérêtPersonne politiqueFondation/organisation politiqueThink tank / institut de rechercheParti politique

## Dépenses
Le règlement 1141/2014 impose des limites au type de dépenses remboursables par un financement public européen ; les dépenses qui ne relèvent pas de ce champ d’application ne peuvent pas être couvertes par un financement public européen. Les dépenses remboursables comprennent les dépenses administratives et les dépenses liées à l'assistance technique, aux réunions, à la recherche, aux événements transfrontaliers, aux études, aux informations et aux publications, ainsi que les dépenses liées aux campagnes.
En outre, l’article 21 autorise les partis européens à financer les campagnes qu’ils mènent pour les élections au Parlement européen et auxquelles eux-mêmes ou leurs membres participent. Toutefois, le financement des élections au Parlement européen reste régi par le droit national.
À l’inverse, l’article 22 interdit le financement direct ou indirect d’autres élections ou partis politiques (notamment les partis et candidats nationaux) ou de fondations, ainsi que le financement de campagnes référendaires.
Le graphique ci-dessous montre l'évolution des sources de dépenses des partis politiques européens.
Montant (€)Financement public européen des partis politiques européens010 000 00020 000 00030 000 00040 000 00050 000 0002008201220162020Frais de personnelFrais d'infrastructure et d'exploitationFrais administratifsFrais de réunion et de représentationFrais d'information et de publicationDépenses relatives aux contributions en natureDépenses relatives aux reportsCoûts non remboursables

## Reporting et transparence
Le règlement 1141/2014 contient des dispositions relatives à la déclaration et à la publication des données relatives au financement et aux dépenses des partis européens. Ce processus comporte deux parties distinctes :
- les exigences imposées aux partis politiques européens en matière de communication d’informations au Parlement européen ou à l'APPF ; et
- les exigences imposées au Parlement européen ou à l'APPF de publier des informations sur leurs sites Web.

Indirectement, les partis nationaux membres sont également tenus d'afficher, de manière clairement visible et conviviale, le logo de leur parti européen d'affiliation sur leur site Internet, puisque le règlement 1141/2014 inclut une obligation directe pour les partis européens d'attester de cet affichage dans leur demande de financement public européen.

### Exigences imposées aux partis européens

#### Rapports réguliers
Les partis politiques européens sont tenus de soumettre à l'APPF et au Parlement européen, avant le 30 juin, les documents suivants relatifs à l'année précédente :
- leurs états financiers annuels et les notes qui les accompagnent, couvrant leurs recettes et leurs dépenses, leurs actifs et leurs passifs au début et à la fin de l’exercice ;
- un rapport d’audit externe sur les états financiers annuels, réalisé par un organisme ou un expert indépendant ; et
- la liste des donateurs et contributeurs ainsi que leurs dons ou contributions correspondants.

En ce qui concerne les informations sur les donateurs et les contributeurs, l'article 20 exige que les partis européens « transmettent une liste de tous les donateurs avec leurs dons correspondants, indiquant à la fois la nature et la valeur des dons individuels », et ajoute que cela devrait « également s'appliquer aux contributions faites par les partis membres des partis politiques européens ». Les dispositions précédentes laissent un doute quant à l'obligation pour les partis européens de transmettre également des informations sur les contributions versées par les membres individuels dans le cadre de leurs rapports réguliers. Depuis 2020, les rapports de l'APPF mentionnent des contributions individuelles; cependant, il n'est pas clair si de telles contributions individuelles n'existaient pas auparavant, ou si celles-ci n'étaient pas déclarées par les partis européens ou n'étaient pas publiées par l'APPF.
Pour les dons des particuliers supérieurs à 1 500 € et jusqu'à 3 000 €, les partis européens doivent également indiquer si les donateurs ont consenti à la publication de leur don par l'APPF.
Les dépenses liées aux campagnes électorales ou mises en œuvre conjointement avec les partis politiques nationaux doivent être clairement identifiées comme telles dans les états financiers annuels des partis européens,.

#### Rapports accélérés
Les partis européens sont tenus de rendre compte de leurs dons de manière accélérée dans deux cas :
- pour les dons reçus dans les six mois précédant les élections au Parlement européen, les partis européens doivent informer l'APPF de manière hebdomadaire ; et
- pour les dons uniques supérieurs à 12 000 €, les partis européens doivent immédiatement en informer l'APPF.

#### Rapports supplémentaires
En outre, les partis politiques européens sont tenus de fournir toute information demandée par les organismes ou experts indépendants mandatés pour auditer leurs comptes. De même, les partis politiques européens doivent fournir toute information demandée par l'APPF, le Parlement européen, la Cour des comptes, l'Office européen de lutte antifraude (OLAF) ou les États membres qui est nécessaire aux contrôles financiers.

### Exigences imposées au Parlement européen et à l'APPF
Indépendamment des exigences imposées aux partis européens eux-mêmes, le Parlement européen et l'APPF sont tenus de publier des informations relatives à leurs rôles respectifs dans le processus de financement ; les dispositions pertinentes se trouvent à l'article 32.
| APPF                                                                      | Parlement européen                                                               |
| ------------------------------------------------------------------------- | -------------------------------------------------------------------------------- |
| Dons et noms des donateurs correspondants                                 | Tableau annuel des montants des financements publics versés aux partis européens |
| Contributions et identité des partis membres correspondants               | États financiers annuels et rapports d'audit externe des partis européens        |
| Liste annuelle des députés européens qui sont membres d'un parti européen | Liste des personnes morales membres d'un parti européen                          |
|                                                                           | Nombre de membres individuels de chaque parti européen                           |

En ce qui concerne la publication des dons des particuliers (par donateur et par an), les informations fournies par l'APPF sont les suivantes :
- les dons supérieurs à 3 000 € sont publiés avec le nom du donateur ;
- les dons jusqu'à 1 500 € sont considérés comme des « petits dons » ("minor donations") ; pour chaque parti, le montant total de ces dons et le nombre de donateurs sont publiés ; et
- pour les dons supérieurs à 1 500 € et jusqu'à 3 000 €, les dons sont publiés individuellement si les donateurs ont donné leur consentement, et avec les autres petits dons dans le cas contraire.

En pratique, l'APPF n'a jamais signalé de dons de particuliers supérieurs à 1 500 € et inférieurs à 3 000 € avec le nom du donateur, ce qui ne permet pas de savoir si aucun don entre ces montants n'a jamais été effectué ou si le consentement n'a jamais été accordé.

## Critiques

### Critères d'attribution des fonds publics
Dans le cadre actuel du financement public, 90% de l'enveloppe totale des partis européens est répartie proportionnellement au nombre de députés des partis. Cette dépendance vis-à-vis des députés européens désavantage directement les petits partis qui ne parviennent pas à atteindre les seuils électoraux nationaux pour les élections européennes. Par conséquent, les votes inférieurs à un seuil électoral national ne donnent pas droit à un financement public. En revanche, une répartition des fonds proportionnelle au nombre de suffrages exprimés par les partis aux élections européennes permettrait de garantir que le niveau réel de soutien électoral des partis soit pris en compte.
Dans leur projet de rapport sur la mise en œuvre du règlement 1141/2014, les rapporteurs Charles Goerens et Rainer Wieland ont demandé que la répartition des fonds publics soit basée sur le nombre de voix obtenues lors des dernières élections européennes. Le rapport de mise en œuvre adopté par la commission AFCO du Parlement européen a appelé la Commission à évaluer si les systèmes de financement basés sur les votes pouvaient être utilisés et a noté que ce changement pourrait augmenter la participation et promouvoir le pluralisme.
Le cadre actuel de financement public a été critiqué pour ne pas avoir réussi à créer des conditions de concurrence équitables entre les partis et à ne pas récompenser d’autres aspects importants des partis politiques que la performance électorale, comme l’inscription de membres individuels ou la collecte de dons privés auprès des citoyens.
Lors des discussions sur le rapport du Parlement européen relatif à la mise en œuvre du règlement 1141/2014, l'Alliance libre européenne, parti régionaliste européen, a également proposé d'augmenter la part du financement public répartie équitablement entre les partis (la somme forfaitaire) de 10 à 15%. Il s'agissait de la part de cette somme entre 2004 et 2018, avant l'entrée en vigueur du règlement 1141/2014.

### Dépendance excessive aux financements publics
Le règlement 1141/2014 prévoit que le financement public ne peut excéder 90% des frais remboursables des partis européens, les obligeant à lever des fonds privés. Dans la pratique, les fonds publics représentent 85 à 90% des revenus des partis européens. Même si cette dépendance au financement public signifie que les partis européens ne sont pas redevables à des intérêts privés ou à de riches donateurs, ce pourcentage extrêmement élevé signifie que les partis européens n’ont qu’une incitation limitée à solliciter le soutien des citoyens. Cela est d’autant plus vrai que la plupart des revenus privés des partis européens proviennent des contributions des partis membres nationaux ; plusieurs partis européens, dont le PPE et le PSE, les deux plus grands partis européens, ne collectent pas de dons auprès des particuliers.
Les partis européens eux-mêmes ont constamment appelé à la diminution de leur taux de cofinancement, affirmant que les fonds privés étaient difficiles à lever. Ce taux s'élevait à 25% en 2004, à 15% en 2007 et à 10% depuis 2018 ; à la suite des appels du Parlement européen, la Commission européenne a proposé de ramener ce taux à 5%, et à 0% en années électorales.

### Manque de transparence
Le règlement 1141/2014 a été critiqué pour son manque de transparence sur le financement des partis européens. Actuellement, l'APPF fournit l'identité des donateurs individuels pour les dons supérieurs à 3 000 € par an, et entre 1 500 € et 3 000 € si le donateur a donné son consentement. En 2024, aucun don compris entre 1 500 € et 3 000 € n'a jamais été publié avec l'identité d'un donateur individuel. Dans leur projet de rapport sur la mise en œuvre du règlement 1141/2014, les rapporteurs Charles Goerens et Rainer Wieland ont appelé à une obligation de rendre compte publiquement de tous les dons, quelle que soit leur valeur; d’autres députés ont proposé d’intensifier le contrôle des dons inférieurs à 500 € par an et par donateur.
En outre, l'APPF et le Parlement européen ont été critiqués pour avoir publié des informations sur le financement des partis européens sur des sites Web distincts et, dans le cas du Parlement européen, sur un sous-site Web dédié aux « contrats et subventions », limitant ainsi davantage la visibilité et la cohérence des informations fournies aux citoyens. L'article 32.1 du règlement 1141/2014 demande au Parlement européen et à l'APPF de publier des informations « sur un site Internet créé à cet effet », demandant vraisemblablement que toutes les informations soient rapportées sur une plateforme unique.

### Financement des partis nationaux et référendum
L'article 22 interdit aux partis politiques européens de financer directement ou indirectement d'autres partis politiques, en particulier des partis ou des candidats nationaux, et de financer des campagnes référendaires.
Si l’interdiction du financement des partis nationaux a été mise en place afin d’éviter le détournement des fonds publics européens vers les partis nationaux et la politique nationale, elle empêche également la consolidation des liens entre les partis politiques nationaux et européens. De plus, les partis européens se sont plaints du fait que cette formulation était difficile à concilier avec celle de l’article 21 autorisant les partis européens à faire campagne pour les élections européennes.
Dans son rapport de 2021 sur la mise en œuvre du règlement 1141/2014, le Parlement européen estime que l’interdiction de financer des campagnes référendaires sur des questions européennes allait à l’encontre de l’objectif des partis politiques européens et demande la levée de cette interdiction.

## Remarques
1. ↑  Pour être enregistré par l'APPF, un parti doit avoir son siège dans un État membre, respecter les valeurs sur lesquelles l'Union est fondée, poursuivre uniquement des objectifs non lucratifs et ses partis membres ne doivent pas être membres d'un autre parti européen. En outre, le parti européen ou ses membres doivent avoir participé aux élections européennes ou déclaré publiquement leur intention de le faire, et ses partis membres doivent être représentés, dans au moins un quart des États membres, par des membres du Parlement européen, des parlements nationaux, des parlements régionaux ou des assemblées régionales, ou ils ou leurs partis membres doivent avoir recueilli, dans au moins un quart des États membres, au moins 3% des suffrages exprimés lors des élections européennes les plus récentes.
2. 1 2  Selon l'article 17.3, un député européen ne peut être considéré comme membre que d'un seul parti politique européen, celui auquel son parti politique national ou régional est affilié. Ceci s'applique également aux députés qui ne sont que membres directs d'un seul parti européen, mais dont le parti national ou régional est membre d'un autre parti politique européen ; ils ne seront pas considérés, aux fins du financement public, comme membres du parti européen auquel ils sont directement affiliés.
3. ↑  Indépendamment des rapports réguliers, l'article 24.4 prévoit que, sur demande et dans le but de contrôler la conformité, les partis politiques européens doivent fournir à l'APPF des informations concernant les contributions versées par des membres individuels et l'identité de ces membres.